# Liste der Monuments historiques in Rumont (Meuse)
Die Liste der Monuments historiques in Rumont führt die Monuments historiques in der französischen Gemeinde Rumont auf.

## Liste der Objekte
| Bezeichnung                   | Beschreibung                               | Standort                          | Kennzeichnung | Schutzstatus | Datum | Bild |
| ----------------------------- | ------------------------------------------ | --------------------------------- | ------------- | ------------ | ----- | ---- |
| Skulptur Heilige Barbara      | Stein, Anfang des 16. Jahrhunderts         | in der Kirche St-Hippolyte (Lage) | PM55000517    | Classé       | 1971  |      |
| Taufbecken                    | Stein, farbig gefasst, 17. Jahrhundert     | in der Kirche St-Hippolyte (Lage) | PM55001064    | Classé       | 1994  |      |
| Skulptur Heiliger Hippolyt    | Kalkstein, farbig gefasst, 17. Jahrhundert | in der Kirche St-Hippolyte (Lage) | PM55001065    | Classé       | 1994  |      |
| Predella                      | Stein, 16. Jahrhundert                     | in der Kirche St-Hippolyte (Lage) | PM55000516    | Classé       | 1905  |      |
| Skulptur Madonna mit Kind     | Stein, Anfang des 16. Jahrhunderts         | in der Kirche St-Hippolyte (Lage) | PM55000518    | Classé       | 1971  |      |
| Behälter für die heiligen Öle | Zinn, um 1700                              | in der Kirche St-Hippolyte (Lage) | PM55001210    | Classé       | 1996  |      |